# Palača Normann
Palača Normann je jednokatna zgrada na Trgu Ante Starčevića 2 u Osijeku, Hrvatska.

## Opis
Palača grofa Gustava Normanna izgrađena je 1891. godine na glavnom trgu. Zgradu je dao izgraditi kao gradsku rezidencijalnu palaču grof Gustav Normann Ehrenfelski, vlastelin iz Valpova po nacrtima arhitekta Josipa pl. Vancaša, a graditelj je bio Franz Wybiral. Danas je u toj zgradi sjedište osječko-baranjskog župana. Jednokatna zgrada pravokutnog tlocrta građena je masivno s primjereno snažnim proporcijama. Zgrada ima urbanističku i stilsku vrijednost historicističke palače 19. stoljeća izgrađene u duhu neorenesanse.

## Zaštita
Pod oznakom Z-2334 zavedena je kao nepokretno kulturno dobro – nepokretna pojedinačna, pravna statusa zaštićena kulturnog dobra, klasificiran kao "javne građevine".